# Поливне (Абайський район)
Поливне́ (каз. Поливное) — село у складі Абайського району Карагандинської області Казахстану. Входить до складу Карагандинського сільського округу.
Населення — 58 осіб (2021; 86 у 2009, 220 у 1999, 260 у 1989).
Національний склад станом на 1989 рік:
- росіяни — 65 %.